# テリオ・タマニ
テリオ・タマニ（Terio Tamani、1994年7月6日 - ）は、フィジーのラグビー選手。

## プロフィール
- フィジー・カンダブ島出身[1]。
- ポジションはスクラムハーフ(SH)。
- 身長 170cm、体重 70kg
- 7人制フィジー代表に選ばれた[2]。

## 略歴
2024年、2024パリ五輪の7人制フィジー代表に選ばれて銀メダル獲得。